# Sint-Antoniuskapel (Reuver)

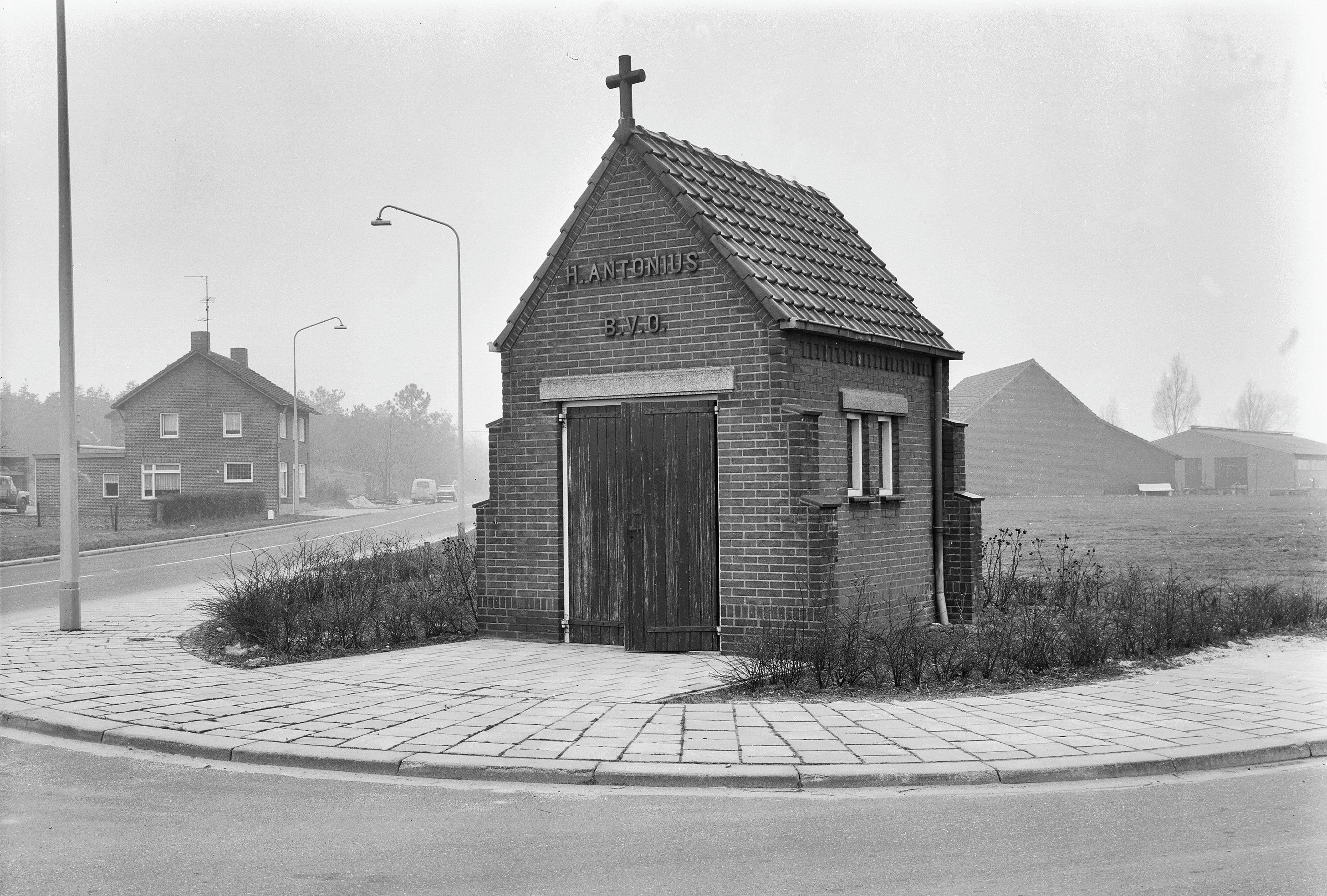
De Sint-Antoniuskapel

De Sint-Antoniuskapel  is een kapel in Reuver in de Nederlands Noord-Limburgse gemeente Beesel. De kapel staat op de hoek van de Kesselseweg met de Sint-Lambertusweg in het westen van het dorp.
De kapel is gewijd aan de heilige Antonius van Padua.

## Geschiedenis
Ongeveer 100 meter van de kapel stond vroeger reeds een kleine kapel die gewijd was aan de heilige Antonius.
In 1931 werd de oude kapel afgebroken vanwege een wegomlegging. In 1933 werd de kapel gebouwd door omwonenden.

## Gebouw
De rode bakstenen kapel is opgetrokken op een rechthoekig grondplan, met een basement van bruine bakstenen en wordt gedekt door een zadeldak met geglazuurde rode pannen. Op de hoeken heeft de kapel tweeledige steunberen in zijwaartse richting. In de beide zijgevels zijn elk twee rechthoekige vensters met glas-in-lood aangebracht met gezamenlijke grijze latei en voorzien zijn van traliewerk. De achtergevel is een puntgevel, waarin een tegel ingemetseld die het jaartal 1933 toont. De frontgevel is een puntgevel en die wordt bekroond met een stenen kruis. De frontgevel bevat de rechthoekige toegang tot de kapel (onder een grijze betonnen latei) die wordt afgesloten met een groene dubbele deur. Boven de ingang is een tekst aangebracht: (BVO = bid voor ons)

H. ANTONIUS B.V.O.

Van binnen is de kapel wit gestuukt waarbij de onderste helft van de wanden bekleed is met gemarmerde beige tegels op een plint van zwarte tegels. Tegen de achterwand is een altaar gemetseld met marmeren altaarblad en is aan de voorzijde bekleed met turquoise tegels en voorzien van geometrische vormen met zwarte tegels. Tegen de achterwand is een marmeren sokkel geplaatst met daarop staat het beeld van de heilige Antonius. Het beeld toont de heilige in bruine pij met op zijn rechter arm het Christuskind.